# フェデリコ・タッシナーリ
フェデリコ・タッシナーリ（Federico Tassinari, 1977年6月14日 - ）は、イタリアのリミニ出身でサンマリノのバスケットボール選手。
現在はイタリアのフォルリに本拠地を持つフルゴス・リベルタス・フォルリに所属しているほか、2000年からはサンマリノ代表としてもプレーしている。